# Michel Lezeau
Michel Lezeau, né le 20 décembre 1942 à Orléans (Loiret) et mort le 23 juillet 2024 à Saint-Avertin (Indre-et-Loire), est un homme politique français, membre de l'Union pour un mouvement populaire.

## Biographie
Michel Lezeau est maire de Ballan-Miré de 1977 à 2007. Lors des élections cantonales de 2001, il est réélu conseiller général dans le canton de Ballan-Miré. Il est vice-président du conseil général d'Indre-et-Loire chargé des finances, de l'économie, de la recherche, de l'université pour ce qui concerne la recherche jusqu'en 2008.
Pour les élections législatives de 2007, il est désigné suppléant du député sortant Hervé Novelli dans la 4e circonscription d'Indre-et-Loire. Celui-ci étant réélu et nommé dans le gouvernement François Fillon II le 19 juin, Michel Lezeau devient député le 20 juillet 2007. Il siège au sein du groupe UMP. Il rend son siège à Hervé Novelli le 14 décembre 2010 à la suite de son départ du gouvernement un mois plus tôt.
Il est chevalier de la Légion d'honneur.

## Détail des mandats
- 13/03/1977 - 17/08/2007 : maire de Ballan-Miré (Indre-et-Loire)
- 14/03/1982 - 18/03/2001 : conseiller général d'Indre-et-Loire, élu dans le canton de Ballan-Miré
- 21/03/1986 - 26/03/1992 : conseiller régional du Centre
- 01/12/2000 - 17/08/2007 : président de la communauté de communes de la Confluence
- 18/03/2001 - 16/03/2008 : vice-président du conseil général d'Indre-et-Loire
- 20/07/2007 - 14/12/2010 : député de la 4e circonscription d'Indre-et-Loire